# Anthony Michell
Anthony George Maldon Michell FRS (Londres, 21 de junho de 1870 — Melbourne, 17 de fevereiro de 1959) foi um engenheiro mecânico australiano.